# Exechia snyderi
Exechia snyderi är en tvåvingeart som beskrevs av Donald Henry Colless 1966. Exechia snyderi ingår i släktet Exechia och familjen svampmyggor. Inga underarter finns listade i Catalogue of Life.